# Temporada de furacões no oceano Atlântico de 1990
A temporada de furacões no Atlântico de 1990 foi um evento no ciclo anual de formação de ciclones tropicais. A temporada começou em 1 de junho e terminou em 30 de novembro de 1990. No entanto, a formação da depressão tropical Um marcou o início antecipado da temporada ao se formar em 25 de maio. Estas datas delimitam convencionalmente o período de cada ano quando a maioria dos ciclones tropicais tende a se formar na bacia do Atlântico.
A atividade da temporada de furacões no Atlântico de 1992 ficou acima da média, com um total de 14 tempestades dotadas de nome e oito furacões, mas apenas um, o furacão Gustav, atingiu a intensidade igual ou superior a um furacão de categoria 3 na escala de furacões de Saffir-Simpson.
No início de agosto, o furacão Diana afetou boa parte da América Central e do México, causando mais de 90 milhões de dólares em prejuízos e 110 fatalidades. Após praticamente dois meses de inatividade, o furacão Klaus causou severos impactos nas Pequenas Antilhas no início de outubro, causando mais de um milhão de dólares em prejuízos e 11 fatalidades. Dias depois, a tempestade tropical Marco atingiu os Estados Unidos, causando outras sete fatalidades e mais 57 milhões de dólares em prejuízos.

## Nomes das tempestades
Os nomes abaixo foram usados para dar nomes às tempestades que se formaram no Atlântico Norte em 1990. Esta é a mesma lista usada na temporada de 1984.
| - Arthur - Bertha - Cesar - Diana - Edouard - Fran - Gustav | - Hortense - Isidore - Josephine - Klaus - Lili - Marco - Nana | - Omar (sem usar) - Paloma (sem usar) - Rene (sem usar) - Sally (sem usar) - Teddy (sem usar) - Vicky (sem usar) - Wilfred (sem usar) |

Devido aos impactos causados pelos furacões Diana e Klaus, seus nomes foram retirados e substituídos por Dolly e Kyle, que juntamente dos nomes remanescentes da lista, foram usados na temporada de 1996.